# Timothy Noah

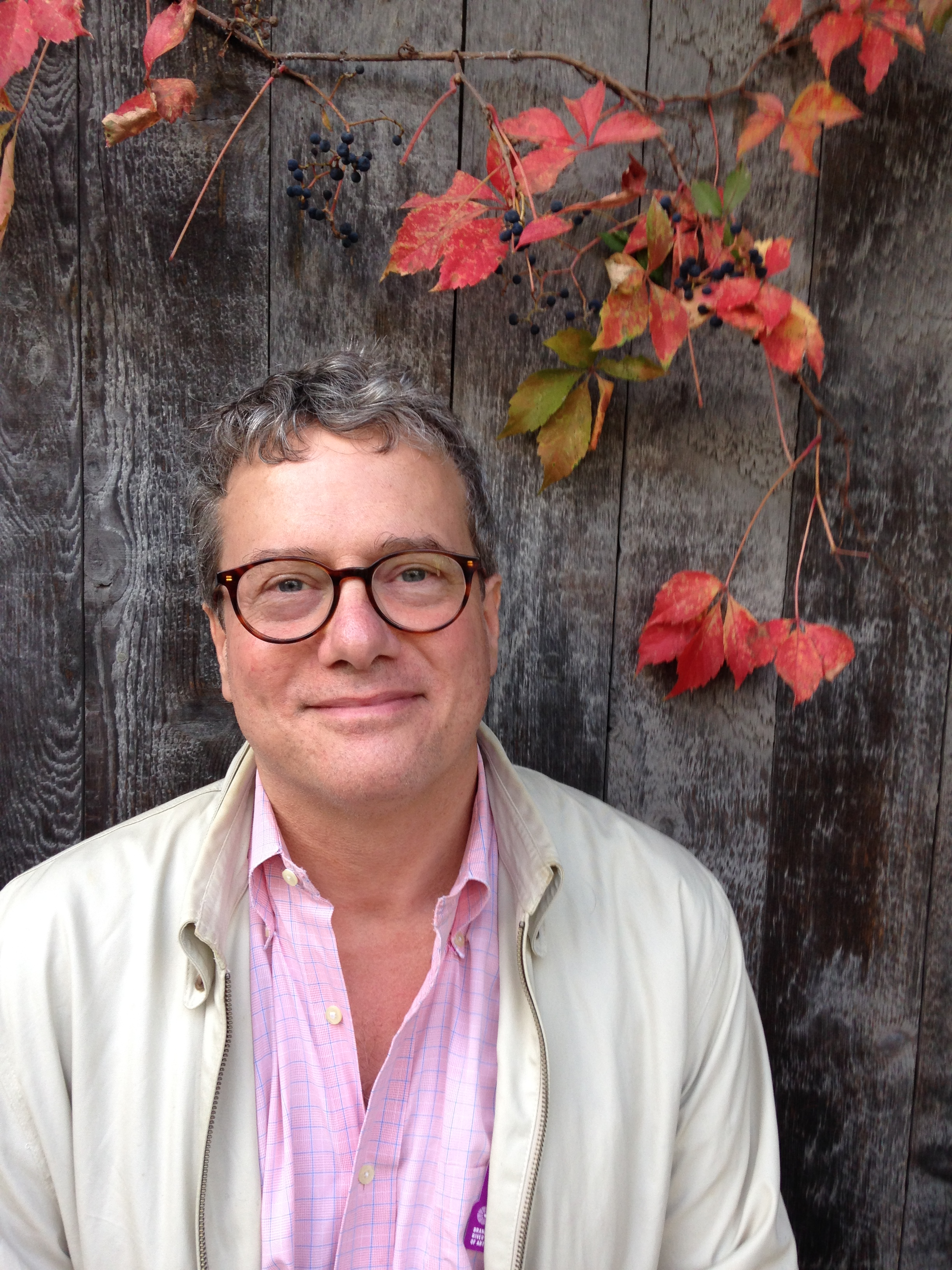
Timothy Noah

Timothy Robert Noah (* 1958) ist ein US-amerikanischer Journalist. Er schreibt zweimal wöchentlich für die Webseite des Nachrichtensenders MSNBC. Zuvor war er Leitender Redakteur von The New Republic, wo er die Kolumne TRB from Washington verfasste. Gleichzeitig leitete er das Online-Magazin Slate und schrieb die Rubrik Chatterbox.

## Leben und Karriere

### Leben
Timothy Noah ist der Sohn von Marian Jane (geb. Swentor) und TV-Produzent Robert M. Noah, der jüdischer Abstammung ist. Seine Mutter hingegen ist Protestantin, jedoch beschreibt er sich selber als Atheist. Er wuchs in New Rochelle sowie in Beverly Hills auf. Er ist Absolvent des Harvard College, wo er 1980 einen Abschluss in Englisch erhielt. Noahs Neffe ist Maroon-5-Sänger Adam Levine.

### Karriere
Noah war Mitarbeiter bei U.S. News & World Report, Kongress-Korrespondent für Newsweek sowie Reporter für The Wall Street Journal. Vor dem Wiedereintritt bei The New Republic nach einer 29-jährigen Pause war Noah für 12 Jahre leitender Redakteur bei Slate.
Noahs Buch über die Einkommensungleichheit in den USA, The Great Divergence, gewann 2011 den Sidney Hillman Prize. Rezensionen fielen überwiegend positiv aus.

### Privatleben
Im Jahr 2005 starb seine Frau Marjorie Williams, ebenfalls Journalistin, an Krebs. Sie hinterließ zwei Kinder. 2018 heiratete er erneut.